# سید محمدتقی محصل همدانی
محمدتقی محصل همدانی (۱۳۱۴ – ۲۱ دی ۱۴۰۲) نمایندهٔ حوزهٔ انتخابیهٔ مهریز، بافق، ابرکوه و خاتم در دورهٔ هفتم مجلس شورای اسلامی بوده‌ است. وی پیش‌تر در دورهٔ چهارم و پنجم نیز عضو این مجلس بود.